# Trem das Onze
«Trem das Onze» (із порт. Потяг, що відходить об 11-й вечора) — всесвітньо відома пісня, написана Адоніраном Барбозою у 1964 році. Першим виконавцем пісні була група «Demônios da Garroa», яка записала її в однойменний альбом. В 1964 році пісня була вперше виконаною на карнавалі у Ріо-де-Жанейро.
Пісня з одного боку належить до стилю «самби-пауліста» (самби, написаної в штаті Сан-Паулу, яка має свої особливості), з іншого боку в ній проявляються стилі і «самби-бреке», а також «італо-самби».
Пісня зробила відомим передмістя Сан-Паулу Жасанан (порт. Jaçanã)
Слова пісні:
Não posso ficar nem mais um minuto com você,

Sinto muito amor, mas não pode ser.

Moro em Jaçanã,

Se eu perder esse trem que sai agora ás onze horas,

So amanhã de manhã.

E além disso mulher, tem outra coisa,

Minha mãe não dorme enquanto eu não chegar,

Sou filho unico,

Tenho minha casa pra olhar.
В пісні розповідається про хлопця із Жасанану, який пристрасно кохає дівчину із центру Сан-Паулу, проте не може затриматися в неї на довше, оскільки не може пропустити останній потяг до свого передмістя, який відходить об 11-й вечора, а його мати не спить, поки він не приїде додому. Деякі історики бразильської музики розповідають, що у словах «Moro em Jaçanã» прийменник «em» вжито без артикля для надання стилістичного ефекту далекої відстані, хоча граматично правильно сказати «Moro no Jaçanã».
Пісня має також варіант італійською мовою під назвою «Figlio unico»
Non posso restare

nemmeno un minuto accanto a te

anche se il mio amore

sai, è solo per te

muoio se non ci sei

ma devo prendere il treno

che mi porterà lontano

tanto lontano da te.

Se stasera non sarò tornato a casa

ci sarà qualcuno che non dormirà,

son figlio unico

la mia casa è vuota senza me.
Італійський варіант пісні виконав Рікардо дель Турко у телепрограмі з пісенним конкурсом «Canzonissima» у 1968 році.
Бразильський гурт MPB-4 записав пісню у попурі із піснею Каетану Велозу «Sampa» в альбомі «Sambas da Minha Terra». У їх варіанті остання строфа звучить так:
E além disso mulher, tem outra coisa,

Minha mãe não dorme enquanto eu não chegar.

É que eu sou filho unico,

Tenho minha casa pra olhar.